# Lista szefów rządów Królestwa Sardynii
| Portret      | Portret          | Imię i Nazwisko                           | Kadencja             | Kadencja             | Partia polityczna   | Legislatura |
| ------------ | ---------------- | ----------------------------------------- | -------------------- | -------------------- | ------------------- | ----------- |
|              |                  | Cesare Balbo (1789–1853)                  | 18 marca 1848        | 27 lipca 1848        | Bezpartyjny         | I           |
|              |                  | Gabrio Casati (1798–1873)                 | 27 lipca 1848        | 15 sierpnia 1848     | Historyczna prawica | I           |
|              |                  | Cesare Alfieri di Sostegno (1799-1869)    | 15 sierpnia 1848     | 11 października 1848 | Historyczna prawica | I           |
|              |                  | Ettore Perrone di San Martino (1789-1849) | 11 października 1848 | 16 grudnia 1848      | Historyczna prawica | I           |
|              |                  | Vincenzo Gioberti (1801–1852)             | 16 grudnia 1848      | 21 lutego 1849       | Bezpartyjny         | I           |
|              |                  | Agostino Chiodo (1791-1861)               | 21 lutego 1849       | 27 marca 1849        | Historyczna prawica | II          |
|              |                  | Claudio Gabriele de Launay (1786-1850)    | 27 marca 1849        | 7 maja 1849          | Historyczna prawica | II          |
|              |                  | Massimo d’Azeglio (1798-1866)             | 7 maja 1849          | 21 maja 1852         | Historyczna prawica | III         |
| 21 maja 1852 | 4 listopada 1852 | Massimo d’Azeglio (1798-1866)             |                      |                      | Historyczna prawica | III         |
|              |                  | Camillo Cavour (1810-1861)                | 4 listopada 1852     | 4 maja 1855          | Historyczna prawica | IV          |
| 4 maja 1855  | 19 lipca 1859    | Camillo Cavour (1810-1861)                | V                    |                      | Historyczna prawica |             |
|              |                  | Alfonso Ferrero La Marmora (1804-1878)    | 19 lipca 1859        | 21 stycznia 1860     | Historyczna prawica | VI          |
|              |                  | Camillo Cavour (1810-1861)                | 21 stycznia 1860     | 23 marca 1861        | Historyczna prawica | VII         |